# Giuseppe Mazzafaro

Wappen von Giuseppe Mazzafaro

Giuseppe Mazzafaro (* 11. Februar 1955 in Neapel) ist ein italienischer Geistlicher und römisch-katholischer Bischof von Cerreto Sannita-Telese-Sant’Agata de’ Goti.

## Leben
Nach dem Schulabschluss arbeitete Giuseppe Mazzafaro zunächst als Handelsvertreter. Während dieser Zeit kam er in Kontakt mit der Gemeinschaft Sant’Egidio, wodurch er seine Berufung zum Priester entdeckte. Von 1995 bis 2000 studierte Mazzafaro Philosophie und Katholische Theologie am Priesterseminar in Neapel. Er empfing am 11. Oktober 2000 das Sakrament der Priesterweihe für das Erzbistum Neapel.
Giuseppe Mazzafaro wirkte von 2000 bis 2005 als Pfarrvikar an der Basilika Santa Maria a Pugliano in Ercolano, bevor er Pfarrer der Pfarrei Santa Caterina in Ercolano wurde. Von 2010 bis 2014 war Mazzafaro Pfarrer der Pfarrei Santa Maria dei Miracoli in Neapel. Anschließend wurde er Pfarradministrator der Pfarrei San Gennaro all’Olmo in Neapel sowie Mitglied des Priesterrats und Berater des Bischofsrats des Erzbistums Neapel.
Neben seinen Aufgaben in der Pfarrseelsorge war Giuseppe Mazzafaro seit 2000 als regionaler Verantwortlicher der Gemeinschaft Sant’Egidio tätig. Zudem wurde er 2011 persönlicher Sekretär des Erzbischofs von Neapel, Mitarbeiter der Diözesancaritas sowie Präsident des Comitato di Assistenza delle Istituzioni Religiose und Verantwortlicher für die Obdachlosenhilfe. Seit 2019 war Mazzafaro ferner Kaplan der Cappella del Tesoro di San Gennaro.
Am 7. Mai 2021 ernannte ihn Papst Franziskus zum Bischof von Cerreto Sannita-Telese-Sant’Agata de’ Goti. Der emeritierte Erzbischof von Neapel, Crescenzio Kardinal Sepe, spendete ihm am 12. Juni desselben Jahres auf der Piazza San Martino in Cerreto Sannita die Bischofsweihe; Mitkonsekratoren waren der Erzbischof von Neapel, Domenico Battaglia, und der Präsident der Päpstlichen Akademie für das Leben, Kurienerzbischof Vincenzo Paglia. Giuseppe Mazzafaro wählte den Wahlspruch Evangelii gaudium („Die Freude des Evangeliums“).